# Phare de Torre Canne
Le phare de Torre Canne (en italien : Faro di Punta Torre Canne) est un phare situé à Torre Canne une frazione de la municipalité de Fasano, dans la région des Pouilles en Italie. Il est géré par la Marina Militare.

## Histoire
Ce phare, construit en 1829, tire son nom d'une ancienne tour côtière de vigie du 16e siècle pour protéger la côte des incursions turques. Relié au réseau électrique, il est automatisé et alimenté par des panneaux photovoltaïques. Il est localisé à 40 km au nord-ouest de Brindisi.
Il possède un Système d'identification automatique pour la navigation maritime.

## Description
Le phare  est une tour octogonale en béton de 32 m de haut, avec galerie et lanterne, attenante à une maison de gardien d'un étage. Le phare est peint en blanc et le dôme de la lanterne est gris métallique. Il émet, à une hauteur focale de 35 m, deux éclats blancs toutes les 10 secondes. Sa portée est de 16 milles nautiques (environ 30 km) pour le feu principal et 12 milles nautiques (environ 22 km) pour le feu de veille.
Identifiant : ARLHS : ITA-150 ; EF-3688 - Amirauté : E2222 - NGA : 10856 .

## Caractéristiques dufeu maritime
Fréquence : 10 s (W-W)
- Lumière : 1 seconde
- Obscurité : 2 secondes
- Lumière : 1 seconde
- Obscurité : 6 secondes

### Lien connexe
- Liste des phares de l'Italie